# ديفيد مورغان آدامز
ديفيد مورغان آدامز (بالإنجليزية: David Morgan Adams)‏ هو سياسي بريطاني (وحمل سابقاً جنسية المملكة المتحدة لبريطانيا العظمى وأيرلندا)، ولد في 23 فبراير 1875، وتوفي في 19 مايو 1942. حزبياً، نشط في حزب العمال. في الانتخابات العامة في المملكة المتحدة 1931 ‏، انتخب عضو برلمان المملكة المتحدة الـ36 عن دائرة Poplar South (UK Parliament constituency) ‏ (27 أكتوبر 1931 – 25 أكتوبر 1935) وفي الانتخابات العامة في المملكة المتحدة 1935 ‏، انتخب عضو برلمان المملكة المتحدة الـ37 عن دائرة Poplar South (UK Parliament constituency) ‏ (14 نوفمبر 1935 – 19 مايو 1942).